# Rollesbroich
Rollesbroich is een plaats in de Duitse gemeente Simmerath, deelstaat Noordrijn-Westfalen, en telt 1100 inwoners.
De eerste kerk werd in 1859-1860 gebouwd. In 1907 werd deze tot rectoraatskerk en in 1919 tot parochiekerk verheven. In 1944 werd de toren door nazi-troepen opgeblazen en vervolgens werd de kerk door de Amerikaanse troepen volledig verwoest. In 1954 werd de nieuwe kerk ingewijd.

## Bezienswaardigheden
- Enkele vakwerkhuizen
- Onze-Lieve-Vrouw-Onbevlekt-Ontvangenkerk, 1953-1954.

## Natuur en landschap
Rollesbroich ligt in de Eifel op een hoogte van 500 meter. Noordelijk van de plaats zijn uitgestrekte bossen. Hier bevindt zich ook de Kalltalsperre met stuwmeer. Ten zuiden van Rollesbroich ligt een bedrijventerrein.

## Nabijgelegen kernen
Lammersdorf, Simmerath, Kesternich, Strauch, Vossenack
Dedenborn · Eicherscheid · Einruhr · Erkensruhr · Hammer · Hirschrott · Huppenbroich · Kesternich · Lammersdorf · Paustenbach · Rollesbroich · Rurberg · Simmerath · Steckenborn · Strauch · Witzerath · Woffelsbach

Stedenregio Aken · Regierungsbezirk Keulen · Noordrijn-Westfalen